# Serge Nubret
Serge Nubret (Anse-Bertrand, Guadeloupe, 6 de octubre de 1938 – París, 19 de abril de 2011) fue un culturista profesional y actor francés. Ganó numerosas competiciones como el de NABBA Mr. Universo de 1976. Nubret fue apodado la "Pantera Negra."

## Biografía
Nubret nació el 6 de octubre de 1938 en Anse-Bertrand, Guadeloupe y creció bajo la inspiración de Steve Reeves .
En 1960, Nubret se unió la Federación Internacional de Fisicoculturismo y fue declarado el Hombre más musculoso del Mundo en Montreal. Nubret continuó mejorando, con títulos como el de NABBA Mr. Universo de 1976 (Londres), WBBG Pro. Mr. World y Mister Olympia 1977 (Nueva York) y otro título de Campeonato del Mundo en 1981 (Génova). En 1983, 23 años después de su primera título, consiguió el título Mundial WABBA en Roma, su quinto título. A los 65 años, Nubret ofreció su último show en público durante el Mundial de 2003 celebrado en Francia. 
Además de ser reconocido por expertos, compañeros y aficionados como una referencia en el campo del culturismo, Nubret también se dedicó al desarrollo y promoción del culturismo. Se convirtió en el jefe de las federaciones francesas y europeas de culturismo IFBB de 1970 a 1975. Precisamente en 1975, fundó la World Amateur Body Building Association (WABBA) para albergar competiciones de culturistas amateurs. Serge Nubret apareció en el cine durante su carrera. El más conocido de ellos el documental de 1977, Pumping Iron, sobre Arnold Schwarzenegger.
Nubret era conocido por un régimen de entrenamiento inusual y una dieta aún más inusual, que a menudo consistía en cuatro libras de carne de caballo por día.

## Autor
En 2006, con 68 años, Nubret publicó su autobiografía Je suis...Moi &Dieu en colaboración con Louis-Xavier Babin-Lachaud. El libro que sólo existe en francés cuenta la historia de su vida y sus creencias cristianas.

## Vida personal
Nubret fue padre de tres hijas (Pascale, Karine, and Grace) y un hijo (Stanley) fruto de tres relaciones. Su segundo matrimonio fue con Jacqueline Nubret, una famosa fisiculturista con muchos títulos internacionales.
En marzo de 2009, Nubret entró en coma pero no moriría hasta el 19 de abril de 2011 de causas naturales.

## Palmarés
- 1958:  Mr. Guadeloupe
- 1960:  IFBB World Most Muscular Man
- 1963:  NABBA Pro Mr. Universo (2º)
- 1964:  NABBA Pro Mr. Universo (2º)
- 1969: NABBA Pro Mr. Universo (3º)
- 1969:  IFBB Mr. World (Tall) (2º)
- 1970:  IFBB Mr. Europa (Tall)
- Mister Olympia 1972 (3º)
- Mister Olympia 1973 (3º)
- Mister Olympia 1975 (Heavy Weight, 2º)
- 1976:  NABBA Pro Mr. Universe
- 1976: WBBG Mister Olympia (2º)
- 1977:  NABBA Pro Mr. Universo (2º)
- 1977:  WBBG Mister Olympia
- 1977:  WBBG Pro Mr. World
- 1978:  NABBA Pro Mr. Universo (2º)
- 1981:  Pro WABBA World Championships
- 1983:  Pro WABBA World Championships

## Filmografía
Source:
- Los titanes (Arrivano i titani) (1962) (junto a Giuliano Gemma) - Rator
- Goliath y la esclava rebelde (Goliath e la schiava ribelle) (1963) (junto a Gordon Scott) - Milan
- Un gosse de la butte (1964) (junto a René Lefèvre) - Vincent
- Operación Rubí Negro (Der Fluch des schwarzen Rubin) (1965) - Pongo
- de (1968, Miniserie de TV) - Jim
- Siete boinas rojas (Sette baschi rossi) (1969) (junto a Kirk Morris) - Martinez
- The Cop  (1970) - Le Noir
- César and Rosalie (1972) (junto a Yves Montand) - Un acheteur de métaux
- Impossible... pas français (1974)
- Les demoiselles à péage (1975) - Boulou
- Pumping Iron (1977, Documentary, junto a Arnold Schwarzenegger y Lou Ferrigno)
- Poder y corrupción (La part du feu) (1978)
- Nous maigrirons ensemble (1979) - Le body-builder club de gym
- Breakfast Included (1980, Miniserie de TV) - Sissou Lemarchand
- The Professional (1981) (co-starring Jean-Paul Belmondo) - L'infirmier au procès
- Série Noire (1984, Serie TV) - Pierrot
- Sins (1986, Miniserie TV) - Masseur (final appearance)